# Campeonato Mundial Júnior de Natação de 2011
A 3ª edição do Campeonato Mundial Júnior de Natação foi realizada de 16 a 21 de agosto de 2011 na Piscina Olímpica Campo de Marte, na cidade de Lima, no Peru. Contou com a presença de 528 nadadores de 58 nacionalidades, distribuídos em 40 provas. 

## Resultados
Competiram atletas com idade inferior a 18 anos. Abaixo os resultados finais do campeonato. 

### Feminino
| Evento         | Ouro | Ouro     | Prata | Prata    | Bronze | Bronze   |
| -------------- | --- | -------- | --- | -------- | --- | -------- |
| Livre          | |          | |          | |          |
| 50 m           | Bronte Campbell · Austrália                                                                                          | 25.22    | Lia Neal · Estados Unidos                                                                                         | 25.30    | Chantal Van Landeghem · Canadá                                                                                                | 25.35    |
| 100 m          | Lia Neal · Estados Unidos                                                                                            | 54.90    | Chantal Van Landeghem · Canadá                                                                                    | 55.29    | Bronte Campbell · Austrália                                                                                                   | 55.46    |
| 200 m          | Brittany MacLean · Canadá                                                                                            | 1:58.93  | Chelsea Chenault · Estados Unidos                                                                                 | 1:59.69  | Fu Yuanhui · China | 1:59.70  |
| 400 m          | Brittany MacLean · Canadá                                                                                            | 4:10.32  | Bonnie Macdonald · Austrália                                                                                      | 4:11.86  | Gillian Ryan · Estados Unidos                                                                                                 | 4:12.28  |
| 800 m          | Bonnie Macdonald · Austrália                                                                                         | 8:32.30  | Gillian Ryan · Estados Unidos                                                                                     | 8:33.46  | Claudia Dasca · Espanha | 8:34.29  |
| 1500 m         | Tjasa Oder · Eslovênia                                                                                               | 16:18.63 | Rachel Zilinskas · Estados Unidos                                                                                 | 16:18.85 | Claudia Dasca · Espanha | 16:24.30 |
| Costas         | |          | |          | |          |
| 50 m           | Daryna Zevina · Ucrânia                                                                                              | 28.45    | Emma Saunders · Reino Unido                                                                                       | 28.76    | Chantal Van Landeghem · Canadá                                                                                                | 29.01    |
| 100 m          | Daryna Zevina · Ucrânia                                                                                              | 1:00.59  | Fu Yuanhui · China                                                                                                | 1:01.13  | Emma Saunders · Reino Unido                                                                                                   | 1:02.35  |
| 200 m          | Daryna Zevina · Ucrânia                                                                                              | 2:10.43  | Miyu Otsuka · Japão                                                                                               | 2:11.02  | Karley Mann · Reino Unido | 2:11.40  |
| Peito          | |          | |          | |          |
| 50 m           | Lisa Fissneider · Itália                                                                                             | 31.51    | Sarah Haase · Estados Unidos                                                                                      | 31.84    | Claire Polit · França | 31.95    |
| 100 m          | Lisa Fissneider · Itália                                                                                             | 1:07.71  | Kanako Watanabe · Japão                                                                                           | 1:08.89  | Irina Novikova · Rússia | 1:09.10  |
| 200 m          | Kanako Watanabe · Japão                                                                                              | 2:25.52  | Lisa Fissneider · Itália                                                                                          | 2:26.01  | Irina Novikova · Rússia | 2:26.04  |
| Borboleta      | |          | |          | |          |
| 50 m           | Farida Osman · Egito                                                                                                 | 26.69    | Kendyl Stewart · Estados Unidos                                                                                   | 26.78    | Vanessa Mohr · África do Sul · Chantal Van Landeghem · Canadá                                                                 | 26.85    |
| 100 m          | Rachael Kelly · Reino Unido                                                                                          | 59.37    | Rino Hosoda · Japão                                                                                               | 59.39    | Alexandra Wenk · Alemanha | 59.64    |
| 200 m          | Judit Ignacio Sorribes · Espanha                                                                                     | 2:08.25  | Alessia Polieri · Itália                                                                                          | 2:09.65  | Miyu Otsuka · Japão | 2:11.35  |
| Medley         | |          | |          | |          |
| 200 m          | Beatriz Gomez Cortes · Espanha                                                                                       | 2:13.57  | Emu Higuchi · Japão                                                                                               | 2:13.96  | Erika Seltenreich-Hodgson · Canadá                                                                                            | 2:15.62  |
| 400 m          | Miyu Otsuka · Japão                                                                                                  | 4:40.98  | Alessia Polieri · Itália                                                                                          | 4:43.41  | Claudia Dasca · Espanha | 4:43.53  |
| Revezamento    | |          | |          | |          |
| 4×100 m livre  | Estados Unidos · Kristen Vredeveld (55.64) · Simone Manuel (55.90) · Rachel Acker (56.48) · Lia Neal (54.83)         | 3:42.85  | Canadá · Brittany MacLean (55.65) · Victoria Chan (57.27) · Lauren Earp (55.63) · Chantal Van Landeghem (54.69)   | 3:43.24  | Reino Unido · Amelia Maughan (57.03) · Emma Saunders (55.99) · Emily Jones (57.70) · Jessica Lloyd (55.27)                    | 3:45.99  |
| 4×200 m livre  | Estados Unidos · Julia Anderson (2:00.10) · Lia Neal (1:59.41) · Gillian Ryan (2:00.98) · Chelsea Chenault (1:59.84) | 8:00.33  | Canadá · Lauren Earp (2:01.37) · Victoria Chan (2:03.07) · Tabitha Baumann (2:03.43) · Brittany MacLean (1:57.05) | 8:04.92  | Austrália · Bonnie Macdonald (2:00.23) · Brianna Throssell (2:02.24) · Taylor McKeown (2:03.61) · Mikkayla Sheridan (2:00.60) | 8:06.68  |
| 4×100 m medley | Japão · Yukiko Watanabe (1:02.91) · Kanako Watanabe (1:08.32) · Rino Hosoda (59.44) · Mao Kawakami (54.98)           | 4:05.65  | Estados Unidos · Kylie Stewart (1:02.46) · KC Moss (1:11.73) · Kendyl Stewart (58.76) · Lia Neal (54.84)          | 4:07.79  | Rússia · Julia Larina (1:03.00) · Irina Novikova (1:09.10) · Daria Tcvetkova (59.86) · Veria Kolotushkina (56.03)             | 4:07.99  |

## Quadro de medalhas
| Ordem | País           | Medalha de ouro | Medalha de prata | Medalha de bronze | Total |
| ----- | -------------- | --------------- | ---------------- | ----------------- | ----- |
| 1     | Estados Unidos | 11              | 8                | 3                 | 22    |
| 2     | Japão          | 7               | 8                | 3                 | 18    |
| 3     | Canadá         | 4               | 5                | 5                 | 14    |
| 4     | Austrália      | 4               | 1                | 3                 | 8     |
| 5     | Ucrânia        | 3               | 1                | 2                 | 6     |
| 6     | Itália         | 2               | 7                | 5                 | 14    |
| 7     | Reino Unido    | 2               | 2                | 3                 | 7     |
| 8     | Espanha        | 2               | 1                | 3                 | 6     |
| 9     | Grécia         | 1               | 2                | 2                 | 5     |
| 10    | Alemanha       | 1               | 0                | 1                 | 2     |
| 11    | Egito          | 1               | 0                | 0                 | 1     |
| 11    | Eslovênia      | 1               | 0                | 0                 | 1     |
| 13    | China          | 0               | 3                | 1                 | 4     |
| 14    | Polónia        | 0               | 2                | 1                 | 3     |
| 15    | Rússia         | 0               | 1                | 4                 | 6     |
| 16    | Croácia        | 0               | 1                | 0                 | 1     |
| 17    | Brasil         | 0               | 0                | 1                 | 1     |
| 17    | França         | 0               | 0                | 1                 | 1     |
| 17    | África do Sul  | 0               | 0                | 1                 | 1     |
| Total | Total          | 40              | 42               | 39                | 121   |

Legenda
| Recorde mundial       | Recorde mundial (World record)               |                       | Recorde africano                      | Recorde africano (African) |                                           | Q | Classificado por posição (Qualified) |
| Recorde do campeonato | Recorde do campeonato (Championship record)  | Recorde da América    | Recorde da América (Americas)         | q                          | Classificado por melhor tempo (Qualified) |   |                                      |
| Melhor marca do ano   | Melhor marca do ano (World leading)          | Recorde asiático      | Recorde asiático (Asian)              | DNS                        | Não largou (Did not start)                |   |                                      |
| Recorde nacional      | Recorde nacional (National record)           | Recorde europeu       | Recorde europeu (European)            | DNF                        | Não terminou (Did not finish)             |   |                                      |
| Recorde pessoal       | Recorde pessoal do atleta (Personal best)    | Recorde da Oceania    | Recorde da Oceania (Oceania)          | DSQ / DQ                   | Desclassificado (Disqualified)            |   |                                      |
| Recorde da temporada  | Recorde da temporada do atleta (Season best) | Recorde sul-americano | Recorde sul-americano (South America) | NM                         | Sem marca (No mark)                       |   |                                      |